# Saint-Georges-sur-la-Prée
Saint-Georges-sur-la-Prée is een gemeente in het Franse departement Cher (regio Centre-Val de Loire) en telt 601 inwoners (1999). De plaats maakt deel uit van het arrondissement Vierzon.

## Geografie
De oppervlakte van Saint-Georges-sur-la-Prée bedraagt 22,7 km², de bevolkingsdichtheid is 26,5 inwoners per km².
De onderstaande kaart toont de ligging van Saint-Georges-sur-la-Prée met de belangrijkste infrastructuur en aangrenzende gemeenten.

## Demografie
Onderstaande figuur toont het verloop van het inwonertal (bron: INSEE-tellingen).